# The Street with No Name
The Street with No Name (bra: Rua sem Nome) é um filme policial noir estadunidense de 1948, dirigido por William Keighley. É uma sequência de The House on 92nd Street (1945), com o ator Lloyd Nolan repetindo o papel do Inspetor do FBI George A. Briggs. Narrado em estilo de semidocumentário, o roteiro adapta um caso retirado dos arquivos daquela agência policial, de uma quadrilha do crime organizado que atua na cidade de "Central City" (fictícia, na verdade Los Angeles) .

## Elenco
- Mark Stevens...Gene Cordell/George Manly
- Richard Widmark...Alec Stiles
- Lloyd Nolan...Inspetor do FBI George A. Briggs
- Barbara Lawrence...Judy Stiles
- Ed Begley...Chefe de polícia Bernard Harmatz
- Donald Buka...Shivvy
- Joseph Pevney...Matty
- John McIntire...Cy Gordon
- Walter Greaza...Tenente Paul Staller
- Howard Smith...Ralph Demory

## Produção
O papel de Judy Stiles foi oferecido a June Haver, que não aceitou, reclamando que era "sem importância". Mais tarde disse: "Após atuar naquele papel, eu ficaria sem nenhum nome". Como resultado, a atriz foi suspensa pela Fox .

## Recepção
Quando o filme foi lançado, a Revista Variety trouxe o seguinte texto (tradução livre): "Um filme de gângster de cano duplo, The Street with No Name concorre ao topo da lista das produções em estilo documental realizadas pela 20th-Fox. É enxuto, com revestimento duro de um núcleo de violência explosiva. Apesar do aparente documentário há conteúdo de melodrama que remete aos grandes filmes de gângsters da década de 1930...Ao longo de uma contínua trama detalhada, é incluída uma luta de boxe entre Stevens e um pugilista profissional, um vislumbre da maquinaria do FBI, e um ruidoso clímax quando policiais e pistoleiros participam de um tiroteio dentro de uma fábrica. Em um papel secundário, Lloyd Nolan, interpretando o mesmo Inspetor Briggs do FBI de The House on 92nd Street, atua com sua usual competência".
Mais recentemente, o crítico Dennis Schwartz escreveu: "William Keighley (Bullets or Ballots/G Men) dirige sem nonsense esse semidocumentário dramático sobre crimes, com Harry Kleiner providenciando o roteiro; segue a atmosfera de autenticidade surgida em The House on 92nd Street (1945). O filme noir recebe toques coloridos do astro Richard Widmark que interpreta outro assassino psicopata como em Kiss of Death...A principal proposta do filme é contar dentro de um meio de entretenimento quão eficiente é o FBI e como é perigoso seu trabalho. Mas o filme é bem encenado, tem visual terrivelmente sombrio por cortesia de Joe MacDonald, carregando assustadoramente o sentimento de uma cidade corrupta, sem nunca pretender qualquer coisa a mais do que ser um bom filme de policiais e ladrões. Com esses méritos, o filme é assistível".

### Premiação
Indicado ao Writers Guild of America: Prêmio WGA (Cinema); The Robert Meltzer Award, Screenplay Dealing Most Ably with Problems of the American Scene, Harry Kleiner; 1949.

## Refilmagem
O roteiro de Harry Kleiner foi retrabalhado sete anos depois por Samuel Fuller para o filme House of Bamboo (1955).